# Cantó de Laissac
El cantó de Laissac és un cantó francès del departament de l'Avairon, situat al districte de Rodés. Té 8 municipis i el cap cantonal és Laissac.

## Municipis
- Bertolena
- Cossèrgas
- Cruèjols
- Galhac de Roergue
- Laissac
- Palmàs
- Severac de la Glèisa
- Vimenet

## Història
| Data d'elecció                           | Identitat         | Partit        | Qualitat |
| ---------------------------------------- | ----------------- | ------------- | -------- |
| 1931-1967                                | Adrien Viguier    |               |          |
| 1961-1979                                | Jean Sudres       |               |          |
| 1979-1992                                | Georges Bonnefous | Divers droite |          |
| 1992-                                    | Yves Boyer        | UMP           |          |
| les dades anteriors no són pas conegudes |                   |               |          |
|                                          |                   |               |          |

## Demografia
| 1962  | 1968  | 1975  | 1982  | 1990  | 1999  | 2006  |
| ----- | ----- | ----- | ----- | ----- | ----- | ----- |
| 3.940 | 4.223 | 4.042 | 4.056 | 4.059 | 4.165 | 4.392 |